# ژولیت بینوش
ژولیت بینوش (فرانسوی: Juliette Binoche‎, تلفظ فرانسوی: [ʒyljɛt binɔʃ]؛ زادهٔ ۹ مارس ۱۹۶۴) بازیگر فرانسوی است. او جوایز گوناگونی شامل یک جایزهٔ اسکار، یک جایزهٔ بفتا و جوایز جشنواره‌های برلین، کن و ونیز را کسب کرده‌است.
بینوش برای نقش‌آفرینی در فیلم عاشقانهٔ بیمار انگلیسی (۱۹۹۶) مورد تحسین قرار گرفت و جایزهٔ اسکار بهترین بازیگر نقش مکمل زن را کسب کرد. او برای بازی در کمدی شکلات (۲۰۰۰) نامزد دریافت جایزهٔ اسکار بهترین بازیگر زن شد.

## اوایل زندگی
بینوش در پاریس زاده شد. او دختر ژان-ماری بینوش (کارگردان، بازیگر و مجسمه‌ساز) و مونیک ایوت استالنز (معلم، کارگردان و بازیگر) است. پدرش که فرانسوی است اصل و نسب پرتغالی-برزیلی دارد و تا حدی در مراکش به‌وسیلهٔ والدینش که متولد فرانسه بودند بزرگ شد. مادرش در چنتستوخووا، لهستان به دنیا آمد. بینوش والدینش را «بازیگرانی» توصیف کرد «که برای بقا کارهای دیگری هم انجام می‌دادند». پدربزرگ مادری بینوش در لهستان، با تبار بلژیکی (والونی) و فرانسوی به دنیا آمد و مادربزرگ مادری بینوش، لهستانی‌الاصل بود. هر دوی آن‌ها بازیگرانی بودند که در چنتستوخووا متولد شدند. اشغال‌گران آلمان نازی آن‌ها را به عنوان روشن‌فکر در اردوگاه آشویتس زندانی کرده بودند.
عموی پدر ژولیت، لئون بینوش بود که در المپیک ۱۹۰۰ پاریس مدال طلای راگبی را به دست آورد.
هنگامی که والدین بینوش در سال ۱۹۶۸ طلاق گرفتند ژولیت چهار ساله و خواهرش ماریون به یک مدرسه شبانه‌روزی استانی فرستاده شدند. خواهران بینوش در نوجوانی دوران تعطیلات مدرسه خود را با مادربزرگ مادری خود سپری می‌کردند و ماه‌ها پشت سر هم والدین خود را نمی‌دیدند. بینوش بیان کرده‌است که رهاشدگی والدین تأثیر عمیقی بر او داشته‌است.
او چندان آکادمیک نبود و بازیگری را در سال‌های نوجوانی در مدرسه با نمایش‌های آماتور آغاز کرد. در هفده سالگی، او کارگردانی و بازیگری نمایش دانشجویی خروج پادشاه را به عهده گرفت. او بازیگری را در کنسرواتوار ملی سوپریور هنر دراماتیک (CNSAD) خواند، اما پس از مدت کوتاهی به دلیل اینکه به برنامهٔ آموزشی علاقه‌ای نداشت، آن را رها کرد. در اوایل دهه ۱۹۸۰، او از طریق یکی از دوستانش یک مدیر برنامه پیدا کرد و به یک گروه هنری تئاتر پیوست و با نام مستعار «ژولیت آدرین» در فرانسه، بلژیک و سوئیس به برگزاری تور پرداخت. در همین زمان، او با مربی بازیگری، ورا گرگ آشنا شد. گرگ معلم بازیگری او بود و تأثیر چشمگیری بر روی او گذاشت.
بینوش در ۲۳ سالگی پس از بازی در فیلم سبکی تحمل‌ناپذیر وجود باعث توجه بسیاری از منتقدین سینما شد. در سال ۱۹۹۶ با اجرای نقش هانا در فیلم پرفروش بیمار انگلیسی برنده جایزه اسکار شد. بینوش در سال ۲۰۰۰ با بازی در نقش وین روشه در فیلم شکلات نامزد دریافت اسکار بازیگر نقش اول زن شد. وی همچنین برنده جایزه بهترین بازیگر زن جشنواره کن در سال ۲۰۱۰ برای بازی در فیلم کپی برابر اصل ساخته عباس کیارستمی شد. وی با برنده شدن در این فیلم به نخستین زنی تبدیل شد که تاج سه‌گانه را دریافت کرده‌است.

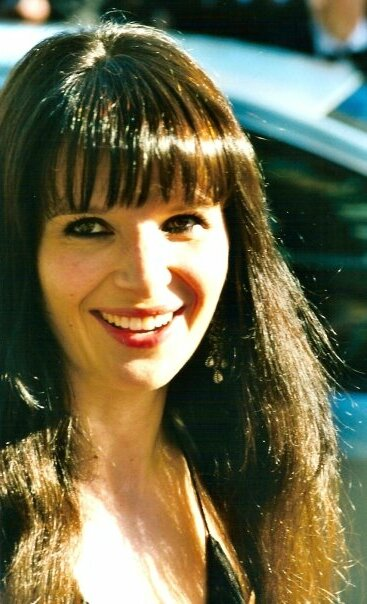
در جشنواره کن ۲۰۰۲

## دیدگاه در مورد حجاب
ژولیت بینوش پس از بازی در فیلم شیرین ساخته عباس کیارستمی دربارهٔ حضور خود با پوشش روسری در این فیلم گفته‌است که انجام این کار برای همدردی با زنان ایران و همه زنانی است که حجاب به آن‌ها تحمیل شده‌ بود.

## فیلم‌شناسی و جوایز
| سال  | عنوان فیلم                | نقش                  | توضیحات                                                                                |
| ---- | ------------------------- | -------------------- | -------------------------------------------------------------------------------------- |
| ۱۹۸۵ | قرار ملاقات               |                      |                                                                                        |
| ۱۹۸۵ | درود بر مریم              | ژولیت                |                                                                                        |
| ۱۹۸۶ | خون ناپاک                 | آنا                  | نامزد - بهترین بازیگر نقش اول زن جایزه سزار                                            |
| ۱۹۸۸ | سبکی تحمل‌ناپذیر هستی      | ترزا                 |                                                                                        |
| ۱۹۹۲ | آسیب                      | آنا بارتون           | نامزد - بهترین بازیگر نقش اول زن جایزه سزار                                            |
| ۱۹۹۳ | سه رنگ: آبی               | ژولی وینیون دو کورسی |                                                                                        |
| ۱۹۹۴ | سه رنگ: سفید              | ژولی وینیون دو کورسی |                                                                                        |
| ۱۹۹۴ | سه رنگ: قرمز              | ژولی وینیون دو کورسی |                                                                                        |
| ۱۹۹۵ | سوارکار روی بام           | پولین دو توس         |                                                                                        |

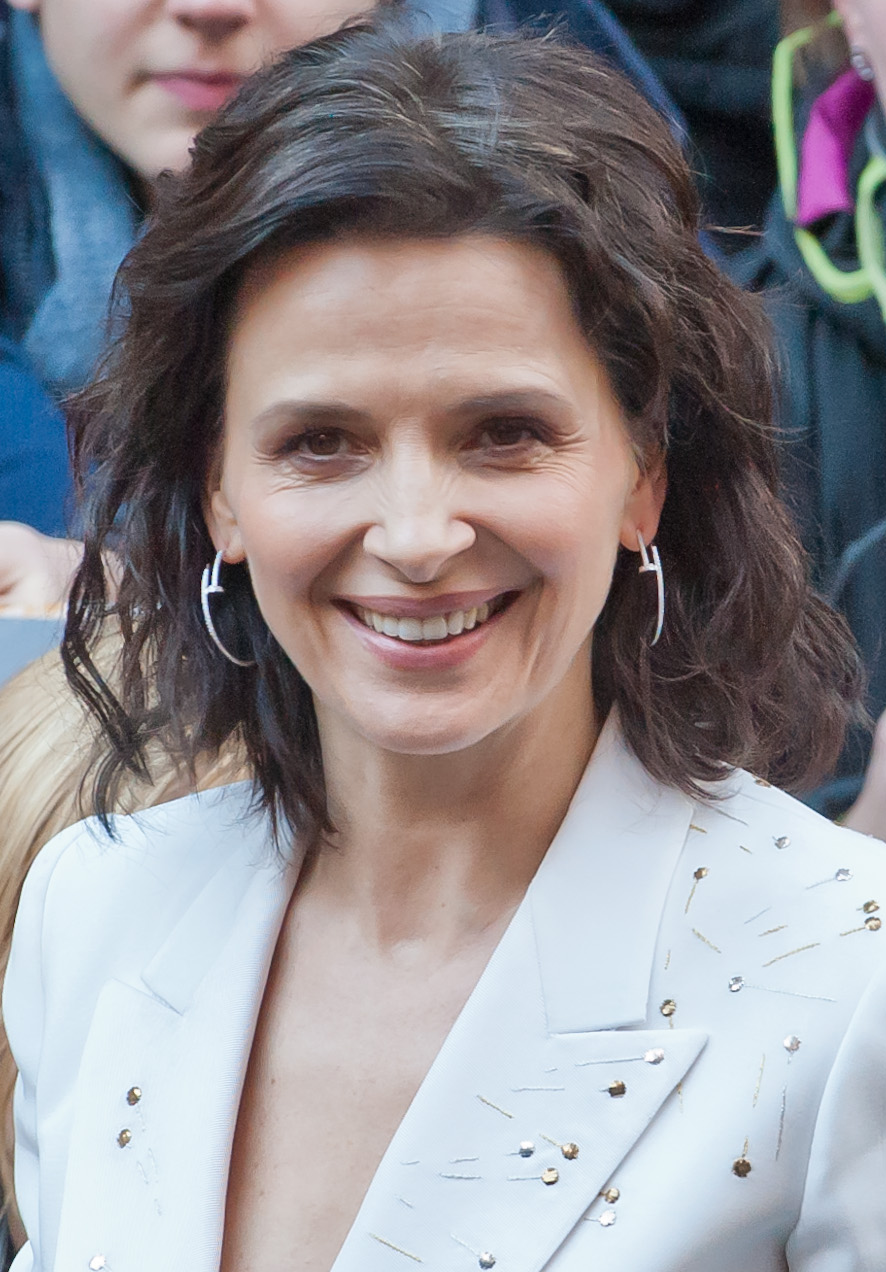
در سال ۲۰۱۵

| ۱۹۹۶ | بیمار انگلیسی             | هانا                 | برنده بهترین بازیگر نقش مکمل زن جایزه اسکار برنده بهترین بازیگر نقش مکمل زن جایزه بفتا |
| ۱۹۹۶ | نیمکتی در نیویورک         |                      |                                                                                        |
| ۱۹۹۸ | آلیس و مارتین             | آلیس                 |                                                                                        |
| ۲۰۰۰ | شکلات                     | ویَن روشه             | نامزد - بهترین بازیگر نقش اول زن جایزه بفتا                                            |
| ۲۰۰۰ | کد مجهول                  |                      |                                                                                        |
| ۲۰۰۰ | بیوه سن-پیر               |                      |                                                                                        |
| ۲۰۰۲ | پرواززدگی                 |                      |                                                                                        |
| ۲۰۰۴ | در کشور من                |                      |                                                                                        |
| ۲۰۰۵ | ماری                      |                      |                                                                                        |
| ۲۰۰۵ | فصل همایش                 |                      |                                                                                        |
| ۲۰۰۵ | پنهان                     | اَن لورن              |                                                                                        |
| ۲۰۰۶ | شکستن و وارد شدن          |                      |                                                                                        |
| ۲۰۰۶ | چند روز در سپتامبر        |                      |                                                                                        |
| ۲۰۰۶ | پاریس، دوستت دارم         |                      |                                                                                        |
| ۲۰۰۷ | دن در زندگی واقعی         |                      |                                                                                        |
| ۲۰۰۷ | پرواز بادکنک قرمز         |                      |                                                                                        |
| ۲۰۰۸ | پاریس                     |                      |                                                                                        |
| ۲۰۰۸ | ساعات تابستانی            |                      |                                                                                        |
| ۲۰۰۸ | شیرین                     | زن تماشاگر           |                                                                                        |
| ۲۰۱۰ | کپی برابر اصل             | اِل                   | برنده نخل طلای کن بهترین بازیگر زن                                                     |
| ۲۰۱۱ | پسر هیچ‌کس                 |                      |                                                                                        |
| ۲۰۱۲ | کازموپلیس                 |                      |                                                                                        |
| ۲۰۱۳ | کامی کلودل ۱۹۱۵           |                      |                                                                                        |
| ۲۰۱۴ | گودزیلا                   |                      |                                                                                        |
| ۲۰۱۴ | گودزیلا                   | ساندرا برودی         |                                                                                        |
| ۲۰۱۴ | ابرهای سیلس ماریا         | ماریا اندرس          |                                                                                        |
| ۲۰۱۵ | ۳۳                        |                      |                                                                                        |
| ۲۰۱۵ | ۷ نامه                    |                      |                                                                                        |
| ۲۰۱۵ | شب بی‌پایان                |                      |                                                                                        |
| ۲۰۱۶ | ما لوت                    | اود ون پتگم          |                                                                                        |
| ۲۰۱۷ | شبح درون پوسته            |                      |                                                                                        |
| ۲۰۱۷ | بگذار آفتاب به داخل بتابد | ایزابل               |                                                                                        |
| ۲۰۱۸ | حیات والا                 | دکتر دیبز            |                                                                                        |
| ۲۰۱۸ | زندگی دوگانه              | سلنا                 |                                                                                        |
| ۲۰۱۹ | فکر می‌کنی من کی هستم      | کلر                  |                                                                                        |
| ۲۰۱۹ | حقیقت                     |                      |                                                                                        |